# Ida Longespée
Ida Longespée († zwischen 1266 und 1269) war eine anglonormannische Adlige.

## Leben
Ida de Longespée war eine jüngere Tochter von William Longespée, 3. Earl of Salisbury und von dessen Frau Ela. Über ihren Vater war sie eine Enkelin von König Heinrich II. In erster Ehe wurde sie mit Walter FitzRobert, nach anderen Angaben mit Ralph de Somery verheiratet. Aus der Ehe mit Ralph de Somery erhielt sie nach dessen Tod das Gut von Newport Pagnell als Wittum, das ihr lebenslang zustand. Mit dem Gut war das Patronatsrecht über das Priorat von Newport Pagnell verbunden. In zweiter Ehe heiratete Ida William de Beauchamp, einen einflussreichen Baron aus Bedfordshire. Mit ihm führte sie ab 1247 einen heftigen Konflikt mit dem Priorat von Newnham über das Recht, den Prior zu bestätigen. Nach dem Tod ihres Mannes 1260 führte sie während des Zweiten Kriegs der Barone eine Fehde gegen Simon of Pattishall und ließ dessen Gut Little Crawley in Buckinghamshire plündern.
Mit ihrem zweiten Mann William de Beauchamp hatte Ida mindestens zwei Töchter, die ihre Erbinnen wurden.
- Ela de Beauchamp ⚭ Baldwin Wake
- Beatrice de Beauchamp
  - ⚭ Thomas fitz Otto
  - ⚭ William de Munchensi, of Edwardstone, Suffolk.

Das Gut von Newport Pagnell fiel nach ihrem Tod zurück an die Familie Somery.